# Povl Stegmann
Povl Christian Stegmann (26. juli 1888 i Aarhus – 30. november 1944 i Aalborg) var en dansk arkitekt, der blandt andet har tegnet Aarhus Universitets bygninger i samarbejde med Kay Fisker og C.F. Møller. Dette værk er med i Kulturkanonen.

## Uddannelse
Stegmanns forældre var adjunkt, senere overlærer Nicolaj Frederik Stegmann og Marie Elisabeth Olesen. Han blev først murersvend og siden dimittend fra Aarhus tekniske Skole 1908 og Vermehrens tegneskole 1909. Han gik på Kunstakademiets Arkitektskole fra november 1909 og tog afgang februar 1919. I studietiden var han ansat hos Anton Rosen og Hack Kampmann. Han drev egen tegnestue fra 1924.
På Akademiets stipendium rejste han i Italien 1921, i Østen året efter (Colombo, Bangkok, Singapore) og siden i Tyskland 1931. 

## Tillidshverv
Han var bestyrelsesmedlem i Akademisk Arkitektforening 1924-26, lærer i husbygning ved Aarhus tekniske Skole 1924-37 og forstander ved Aalborg tekniske skole 1937-44. Desuden var han medlem af bestyrelsen for Aarhus Museum, senere Aarhus Kunstmuseum og af bestyrelsen for Aalborg Kunstforening til 1944. 

## Hæder
Han modtog K.A. Larssens og Hustru L.M. Larssens født Thodbergs Legat 1919, Akademiets stipendium 1921 og Firenze-legatet 1930.

## Privat
Stegmann blev gift 17. november 1933 i København med Ellen Møller Skjødsholm (7. november 1890 i Grenaa – 2. februar 1972 i Virum), datter af redaktør, udgiver af Grenaa Folketidende, senere bankdirektør Jacob Pedersen Skjødsholm og Johanne Henriette Møller. 
Povl Stegmann blev under den tyske besættelse skudt og dræbt uden for sit hjem i Aalborg, som offer for Petergruppens vilkårlige terror mod afholdte danskere. Han havde været til et møde, og da han kom tilbage til sin lejlighed på Vesterbro, ventede to mænd fra Petergruppen på ham. Den ene af morderne var Kai Henning Bothildsen Nielsen, som under besættelsen var den mest aktive dansker, når det gjaldt gengældelsesterror.
Han er begravet i Aarhus.

## Udstillinger
Stegmann udstillede på Charlottenborg Forårsudstilling 1917, 1934, 1945 (mindeudstilling), Charlottenborg Efterårsudstilling 1922, Kunstnernes Efterårsudstilling 1919, på verdensudstillingen i Bruxelles 1935 og på Akademisk Arkitektforenings vandreudstilling i Paris og andetsteds 1949.

## Værker
- Fabrikant W. Schmidts landsted Karlsvang, Kokkedal (1918-19)
- Bindernæs ved Rødby (1919, ombygget)
- Forsamlingsbygning i Løgumkloster (1927)
- Murersvendeforeningens Boliger, Stadion Allé, Aarhus (1930)
- Kontorbygning til Aarhus Brandstation (1930)
- Aarhus Universitet (1932-37, 1. præmie 1931, sammen med Kay Fisker og C.F. Møller)
- Hammerschmidts Klichéfabrik, Sønder Allé 10, Aarhus (1933)
- Det unge Grænseværns Vandrerhjem, Kollund (1936)
- Enfamiliehuse og sommerhus ved Femmøller (1937)

### Konkurrencer
- Politikens konkurrence om feriehytter (1917, præmieret)
- Bebyggelse af Banegårdspladsen, Aarhus (1920, indkøbt, sammen med Kay Fisker)
- Musik- og forsamlingspavillon i Vennelystparken, Aarhus (1930, 1. præmie)
- Kommuneskole på Trøjborg, Aarhus (1930, 3. præmie)

### Skriftlige arbejder
- Det fritliggende Eenfamiliehus, 1933
- Flere artikler i fag- og dagblade